# Universität Aix-Marseille
Die Universität Aix-Marseille (französisch Université d’Aix-Marseille oder Aix-Marseille Université, Abkürzung AMU) ist eine Hochschule in Südfrankreich und eine der größten frankophonen Universitäten. Die Gründung erfolgte am 24. August 2011 durch den Zusammenschluss dreier bereits zuvor bestehender Universitäten. Die universitären Einrichtungen befinden sich größtenteils in den Städten Aix-en-Provence und Marseille (zugleich Sitz [Jardin du Pharo]).
Die Universität ist auf fünf Hauptcampus in Aix-en-Provence und Marseille verteilt. Neben den Hauptcampus besitzt und betreibt die AMU Einrichtungen in Arles, Aubagne, Avignon, Digne-les-Bains, Gap, La Ciotat, Lambesc und Salon-de-Provence. Der Hauptsitz der Universität befindet sich im 7. Arrondissement von Marseille.
Die AMU hat viele bemerkenswerte Absolventen in den Bereichen Recht, Politik, Wirtschaft, Wissenschaft und Kunst hervorgebracht. Bis heute zählen fünf Nobelpreisträger zu den Absolventen und Dozenten der AMU, sowie ein zweifacher Pulitzer-Preisträger, vier César-Preisträger, mehrere Staats- und Regierungschefs, Parlamentspräsidenten, Minister, Botschafter und Mitglieder der konstituierenden Akademien des Institut de France.

## Allgemein
Die Universität besitzt fünf große Campus: Aix-en-Provence, Marseille Étoile, Marseille Centre, Marseille Timone, Marseille Luminy. Die Universität hat zahlreiche Partnerhochschulen weltweit, alleine 375 Erasmus-Partnerhochschulen. Von 72 000 immatrikulierten Studenten im Jahre 2013 waren fast ein Siebtel international. Die Universität ist in fünf Fachgebiete gegliedert:
- Kunst, Literatur, Sprachen, Geistes- und Sozialwissenschaften
- Jura und Politikwissenschaften
- Wirtschaft und Management
- Gesundheitswissenschaften
- Naturwissenschaften und Technik

## Geschichte
Die Universität wurde 1409 von Ludwig II. von Anjou, dem Herzog der Provence, gegründet. 1791 wurde die Universität im Zuge der Französischen Revolution – wie alle anderen in Frankreich – aufgelöst. Die über das ganze Stadtgebiet zerstreuten Fakultäten und Institute wurden zu eigenständigen Einrichtungen. Vom Ende des 19. Jahrhunderts an wurden die einzelnen Fakultäten wieder zur Universität Aix-Marseille zusammengeführt, durch ein Gesetz am 12. November 1968 jedoch bereits wieder in drei verschiedene Einrichtungen getrennt: 1970 entstanden Aix-Marseille I (Universität der Provence) und Aix-Marseille II (ab 1994 Universität des Mittelmeers). 1973 folgte die Gründung von Aix-Marseille III (ab 2004 Universität Paul-Cézanne), so dass drei Universitäten mit Namen Aix-Marseille existierten. Ab 2004 verstärkten die drei Hochschulen ihre Zusammenarbeit und setzten auf eine gemeinsame Strategie zur Nutzung von Synergieeffekten und zur Weiterentwicklung des Studienangebots. Im Juni 2007 beschlossen die Universitäten ihren Zusammenschluss, um die Universität Aix-Marseille zu gründen. Die Gründung erfolgte schließlich durch eine Verordnung vom 24. August 2011, die zum 1. Januar 2012 in Kraft trat. Als erster Präsident der Universität wurde Yvon Berland am 3. Januar 2012 gewählt.

## Bemerkenswerte Alumni
Die AMU hat zahlreiche Alumni hervorgebracht, die sich in ihren jeweiligen Fachgebieten hervorgetan haben. Zu den namhaften Alumni der AMU gehören vier Nobelpreisträger, ein zweifacher Pulitzer-Preisträger, vier César-Preisträger, vier Olympiamedaillengewinner und zahlreiche Mitglieder der Akademien des Institut de France. Die AMU hat eine große Anzahl von Alumni, die in der Politik aktiv waren, darunter mehrere Staats- und Regierungschefs, Parlamentspräsidenten, Minister, mindestens hundert Mitglieder der französischen Nationalversammlung, 26 Mitglieder des französischen Senats und elf Mitglieder des Europäischen Parlaments (EP).